# Lijst van gemeentelijke monumenten in Den Haag/Zuidwal
De buurt Zuidwal in de wijk Centrum van Den Haag kent 165 gemeentelijke monumenten; hieronder een overzicht.
| Object | Bouwjaar                              | Architect                           | Locatie                                               | Coördinaten                  | Nr.        | Afbeelding |
| --- | ------------------------------------- | ----------------------------------- | ----------------------------------------------------- | ---------------------------- | ---------- | --- |
| Gepleisterd hoekpand | 1631, 1754                            |                                     | Amsterdamse Veerkade 33 Kranestraat 42a               | 52° 4' 31" NB, 4° 19' 0" OL  | 0518/WN215 | Upload foto |
| Pand ter breedte van drie vensterassen, bestaande uit parterre en twee verdiepingen                                                                                               | circa 1750                            |                                     | Amsterdamse Veerkade 35 en 35a                        | 52° 4' 30" NB, 4° 19' 1" OL  | 0518/WN216 | Upload foto |
| Pand | circa 1850                            |                                     | Bierkade 6a t/m 6d Kranestraat 110/112/114            | 52° 4' 28" NB, 4° 19' 4" OL  | 0518/WN221 | Upload foto |
| Pand met verdieping en zolderverdieping | 1800-1825                             |                                     | Bierkade 14g en 15g                                   | 52° 4' 29" NB, 4° 19' 7" OL  | 0518/WN910 | Upload foto |
| Pand, bestaande uit parterre en verdieping, onder één dwars schilddak | 1662-1664                             |                                     | Boekhorststraat 4-6-8-10                              | 52° 4' 30" NB, 4° 18' 32" OL | 0518/WN225 | Upload foto |
| Twee samengevoegde huizen met parterre en twee verdiepingen onder dwars schilddak met haaks daarop zadeldaken                                                                     | 18e-eeuws                             |                                     | Boekhorststraat 12                                    | 52° 4' 29" NB, 4° 18' 33" OL | 0518/WN222 | Upload foto |
| Pand dat onder een fors dwars schilddak lig | 1644                                  |                                     | Boekhorststraat 89 en 91                              | 52° 4' 25" NB, 4° 18' 36" OL | 0518/WN226 | Upload foto |
| Pand ter breedte van twee vensterassen en bestaande uit parterre, verdieping en schilddak                                                                                         | 17e-eeuws                             |                                     | Boekhorststraat 93 en 95                              | 52° 4' 25" NB, 4° 18' 36" OL | 0518/WN227 | Upload foto |
| Pand van twee vensterassen, bestaande uit parterre en twee verdiepingen | 18e-eeuws                             |                                     | Boekhorststraat 121a en 123                           | 52° 4' 22" NB, 4° 18' 38" OL | 0518/WN223 | Upload foto |
| Pand ter breedte van twee vensterassen, bestaande uit parterre en twee verdiepingen                                                                                               | 18e-eeuws                             |                                     | Boekhorststraat 139                                   | 52° 4' 22" NB, 4° 18' 38" OL | 0518/WN224 | Upload foto |
| Zwarte gevelplaten, waarin in art-decovormen de firmanaam en reclameteksten en -afbeeldingen gegraveerd zijn                                                                      | circa 1925                            |                                     | Brouwersgracht 5                                      | 52° 4' 25" NB, 4° 18' 18" OL | 0518/WN231 | Zwarte gevelplaten, waarin in art-decovormen de firmanaam en reclameteksten en -afbeeldingen gegraveerd zijn                                                                      |
| Pand bestaande uit twee bouwlagen met kapverdieping in het met pannen gedekte zadeldak                                                                                            | 17e-eeuws                             |                                     | Brouwersgracht 6                                      | 52° 4' 25" NB, 4° 18' 21" OL | 0518/WN232 | Pand bestaande uit twee bouwlagen met kapverdieping in het met pannen gedekte zadeldak                                                                                            |
| Pand ter breedte van twee vensterassen, bestaande uit parterre, verdieping en zolderverdieping                                                                                    | 17e-eeuws                             |                                     | Brouwersgracht 8                                      | 52° 4' 24" NB, 4° 18' 21" OL | 0518/WN233 | Pand ter breedte van twee vensterassen, bestaande uit parterre, verdieping en zolderverdieping                                                                                    |
| Pand ter breedte van drie vensterassen | 17e-eeuws                             |                                     | Brouwersgracht 19 en 19a                              | 52° 4' 25" NB, 4° 18' 18" OL | 0518/WN228 | Pand ter breedte van drie vensterassen |
| Pand met rijk geornamenteerde drie-assige gevel in neo- renaissancestijl | 1886                                  | Blommestein                         | Brouwersgracht 39                                     | 52° 4' 22" NB, 4° 18' 21" OL | 0518/WN229 | Pand met rijk geornamenteerde drie-assige gevel in neo- renaissancestijl |
| Hoekpand met rijk geornamenteerde gevels in neo-renaissancestijl | circa 1890                            | Blommestein                         | Brouwersgracht 41, Buitenom 1/1a                      | 52° 4' 22" NB, 4° 18' 21" OL | 0518/WN230 | Hoekpand met rijk geornamenteerde gevels in neo-renaissancestijl |
| Hollandsche IJzeren Spoorwegmaatschappij in Rationalisme stijl | circa 1910                            | Wattjes, J.G., Westerhoff, L.C.     | Dagelijkse Groenmarkt 22, Venestraat 1                | 52° 4' 41" NB, 4° 18' 33" OL | 0518/WN237 | Hollandsche IJzeren Spoorwegmaatschappij in Rationalisme stijl |
| Smal hoog huis met een lijstgevel, bestaande uit twee vensterassen en drie verdiepingen boven de 19de-eeuwse winkelpui                                                            | circa 1550, 1796                      |                                     | Dagelijkse Groenmarkt 27                              | 52° 4' 40" NB, 4° 18' 32" OL | 0518/WN238 | Smal hoog huis met een lijstgevel, bestaande uit twee vensterassen en drie verdiepingen boven de 19de-eeuwse winkelpui                                                            |
| Hoekpand in neo-renaissance stijl | 1889-1890                             | Mutters, J.                         | Dagelijkse Groenmarkt 37                              | 52° 4' 38" NB, 4° 18' 29" OL | 0518/WN239 | Hoekpand in neo-renaissance stijl |
| Pand ter breedte van twee vensterassen, bestaande uit parterre en twee verdiepingen                                                                                               | 18e-eeuws                             |                                     | Dunne Bierkade 1a                                     | 52° 4' 26" NB, 4° 18' 59" OL | 0518/WN246 | Pand ter breedte van twee vensterassen, bestaande uit parterre en twee verdiepingen                                                                                               |
| Pand ter breedte van drie vensterassen, bestaande uit parterre met twee verdiepingen in eclectische stijl                                                                         | circa 1885                            |                                     | Dunne Bierkade 2 en 2a                                | 52° 4' 26" NB, 4° 18' 59" OL | 0518/WN247 | Pand ter breedte van drie vensterassen, bestaande uit parterre met twee verdiepingen in eclectische stijl                                                                         |
| Pand bestaande uit parterre, twee verdiepingen en schilddak, waarin dakkapel met frontonbekroning                                                                                 | 1850-1875                             |                                     | Dunne Bierkade 3 en 3a                                | 52° 4' 25" NB, 4° 18' 58" OL | 0518/WN255 | Pand bestaande uit parterre, twee verdiepingen en schilddak, waarin dakkapel met frontonbekroning                                                                                 |
| Pand, bestaande uit parterre, verdieping en zolderverdieping | circa 1750                            |                                     | Dunne Bierkade 6                                      | 52° 4' 25" NB, 4° 18' 58" OL | 0518/WN256 | Pand, bestaande uit parterre, verdieping en zolderverdieping |
| Pand ter breedte van drie vensterassen, bestaande uit parterre, twee verdiepingen en schilddak met dakkapel                                                                       | circa 1850                            |                                     | Dunne Bierkade 14 t/m 14b                             | 52° 4' 25" NB, 4° 18' 57" OL | 0518/WN245 | Pand ter breedte van drie vensterassen, bestaande uit parterre, twee verdiepingen en schilddak met dakkapel                                                                       |
| Pand ter breedte van twee vensterassen, bestaande uit parterre en twee verdiepingen in eclectische stijl                                                                          | circa 1900                            |                                     | Dunne Bierkade 21 t/m 21c                             | 52° 4' 24" NB, 4° 18' 54" OL | 0518/WN248 | Pand ter breedte van twee vensterassen, bestaande uit parterre en twee verdiepingen in eclectische stijl                                                                          |
| Pand, bestaande uit parterre, twee verdiepingen en schilddak met de nok evenwijdig aan de straat                                                                                  | 18e-eeuws                             |                                     | Dunne Bierkade 22 t/m 22d                             | 52° 4' 24" NB, 4° 18' 54" OL | 0518/WN249 | Pand, bestaande uit parterre, twee verdiepingen en schilddak met de nok evenwijdig aan de straat                                                                                  |
| Pand ter breedte van twee vensterassen, bestaande uit parterre, verdieping en schilddak met dakkapel, voorzien van gesneden zijstukken                                            | 1825-1850                             |                                     | Dunne Bierkade 23                                     | 52° 4' 24" NB, 4° 18' 54" OL | 0518/WN250 | Pand ter breedte van twee vensterassen, bestaande uit parterre, verdieping en schilddak met dakkapel, voorzien van gesneden zijstukken                                            |
| Pand ter breedte van vier vensterassen, bestaande uit parterre en twee verdiepingen met een zadeldak waarvan de nok evenwijdig loopt aan de straat Hierachter een tweede zadeldak | 1750-1799                             |                                     | Dunne Bierkade 25 en 26                               | 52° 4' 24" NB, 4° 18' 53" OL | 0518/WN251 | Pand ter breedte van vier vensterassen, bestaande uit parterre en twee verdiepingen met een zadeldak waarvan de nok evenwijdig loopt aan de straat Hierachter een tweede zadeldak |
| Spinozapoort | 18e-eeuws                             |                                     | Dunne Bierkade 26 en 29 (tussen)                      | 52° 4' 24" NB, 4° 18' 53" OL | 0518/WN252 | Spinozapoort |
| Chaletachtig bouwwerk | 1620                                  |                                     | Dunne Bierkade 28                                     | 52° 4' 23" NB, 4° 18' 53" OL | 0518/WN253 | Chaletachtig bouwwerk |
| Rechter deel van een geheel bestaande uit parterre en verdieping onder twee schilddaken                                                                                           | circa 1850                            |                                     | Dunne Bierkade 29, 30 en 31                           | 52° 4' 24" NB, 4° 18' 52" OL | 0518/WN254 | Upload foto |
| Warenhuis in wederopbouw stijl | 1964                                  | Elzas, A.                           | Grote Marktstraat 57 Voldersgracht 26 t/m 30          | 52° 4' 37" NB, 4° 18' 48" OL | 0518/WN915 | Upload foto |
| Pand ter breedte van twee vensterassen, bestaande uit parterre verdieping en zolderverdieping                                                                                     | 1647                                  |                                     | Herderinnestraat 6 en 6a                              | 52° 4' 26" NB, 4° 18' 33" OL | 0518/WN263 | Pand ter breedte van twee vensterassen, bestaande uit parterre verdieping en zolderverdieping                                                                                     |
| Pand | 1650                                  |                                     | Herderinnestraat 7                                    | 52° 4' 26" NB, 4° 18' 33" OL | 0518/WN264 | Pand |
| Pand ter breedte van drie vensterassen, bestaande uit parterre en verdieping, alsmede zolder-verdieping in het schilddak                                                          | 17e-eeuws                             |                                     | Herderinnestraat 12 en 12a                            | 52° 4' 27" NB, 4° 18' 37" OL | 0518/WN261 | Pand ter breedte van drie vensterassen, bestaande uit parterre en verdieping, alsmede zolder-verdieping in het schilddak                                                          |
| Pand | 1650                                  |                                     | Herderinnestraat 20 en 20a                            | 52° 4' 25" NB, 4° 18' 32" OL | 0518/WN262 | Pand |
| Pand bestaande uit parterre, twee ver diepingen en schilddak | circa 1850                            |                                     | Lange Beestenmarkt 11 en 13                           | 52° 4' 27" NB, 4° 18' 27" OL | 0518/WN298 | Upload foto |
| Pand waarvan de oorspronkelijke topgevel thans ingezwenkte zijkanten heeft en wordt afgedekt door een houten kroonlijst                                                           | 17e-eeuws                             |                                     | Lange Beestenmarkt 15                                 | 52° 4' 27" NB, 4° 18' 27" OL | 0518/WN299 | Pand waarvan de oorspronkelijke topgevel thans ingezwenkte zijkanten heeft en wordt afgedekt door een houten kroonlijst                                                           |
| Hofje Floris van Dam | 1880; 1884                            | Kuhnel, B.                          | Lange Beestenmarkt 21 t/m 47                          | 52° 4' 27" NB, 4° 18' 28" OL | 0518/WN300 | Meer afbeeldingen |
| Gecombineerde woon- en bedrijfspanden "" 't Anker"" | 1841                                  |                                     | Lange Beestenmarkt 103 - 105 - 107                    | 52° 4' 24" NB, 4° 18' 30" OL | 0518/WN296 | Gecombineerde woon- en bedrijfspanden "" 't Anker"" |
| Pand bestaande uit parterre, twee verdiepingen en dwars, met pannen gedekt dak | 18e-eeuws                             |                                     | Lange Beestenmarkt 109                                | 52° 4' 24" NB, 4° 18' 30" OL | 0518/WN297 | Pand bestaande uit parterre, twee verdiepingen en dwars, met pannen gedekt dak |
| Pand ter breedte van drie vensterassen, bestaande uit parterre en twee verdiepingen                                                                                               | 18e-eeuws                             |                                     | Nieuwe Molstraat 7                                    | 52° 4' 29" NB, 4° 18' 49" OL | 0518/WN324 | Upload foto |
| Pand met gepleisterde lijstgevel | 17e-eeuws                             |                                     | Nieuwe Molstraat 9                                    | 52° 4' 29" NB, 4° 18' 49" OL | 0518/WN325 | Pand met gepleisterde lijstgevel |
| Pand, oorspronkelijk woonhuis bestaande uit een voorhuis en een door een plaatsje daarvan gescheiden achterhuis                                                                   | 1600-1650                             |                                     | Nieuwe Molstraat 24                                   | 52° 4' 27" NB, 4° 18' 46" OL | 0518/WN323 | Pand, oorspronkelijk woonhuis bestaande uit een voorhuis en een door een plaatsje daarvan gescheiden achterhuis                                                                   |
| Pand met gesausde lijstgevel | 17e en 18e-eeuws                      |                                     | Paviljoensgracht 26                                   | 52° 4' 27" NB, 4° 18' 44" OL | 0518/WN381 | Pand met gesausde lijstgevel |
| Pand ter breedte van vijf vensterassen, bestaande uit parterre en twee verdiepingen met schilddak                                                                                 | 18e-eeuws                             |                                     | Paviljoensgracht 28                                   | 52° 4' 27" NB, 4° 18' 44" OL | 0518/WN382 | Pand ter breedte van vijf vensterassen, bestaande uit parterre en twee verdiepingen met schilddak                                                                                 |
| Uit twee huizen samengetrokken pand ter breedte van vier vensterassen, bestaande uit parterre, twee verdiepingen en schilddak                                                     | 18e-eeuws                             |                                     | Paviljoensgracht 38 t/m 42                            | 52° 4' 26" NB, 4° 18' 47" OL | 0518/WN383 | Uit twee huizen samengetrokken pand ter breedte van vier vensterassen, bestaande uit parterre, twee verdiepingen en schilddak                                                     |
| Hoekpand met winkel en bovenwoningen in Jugendstil-trant | 1907                                  | Olthuis, J.                         | Paviljoensgracht 46 t/m 54, Stille Veerkade 39 t/m 43 | 52° 4' 26" NB, 4° 18' 47" OL | 0518/WN384 | Hoekpand met winkel en bovenwoningen in Jugendstil-trant |
| Pand | 1800-1850                             |                                     | Paviljoensgracht 56/58 Stille Veerkade 48             | 52° 4' 25" NB, 4° 18' 49" OL | 0518/WN909 | Upload foto |
| Pand ter breedte van twee vensterassen; bestaande uit parterre, verdieping en hoog schilddak, evenwijdig aan de straat                                                            | 17e-eeuws                             |                                     | Paviljoensgracht 60                                   | 52° 4' 24" NB, 4° 18' 49" OL | 0518/WN386 | Pand ter breedte van twee vensterassen; bestaande uit parterre, verdieping en hoog schilddak, evenwijdig aan de straat                                                            |
| Pand met hoog, afgewolfd schilddak en gepleisterde gevel | 17e-eeuws                             |                                     | Paviljoensgracht 64/66/66a/66b                        | 52° 4' 24" NB, 4° 18' 49" OL | 0518/WN387 | Pand met hoog, afgewolfd schilddak en gepleisterde gevel |
| Pand, bestaande uit drie bouwlagen onder schilddak | 1800-1850                             |                                     | Paviljoensgracht 76 en 78                             | 52° 4' 24" NB, 4° 18' 50" OL | 0518/WN388 | Pand, bestaande uit drie bouwlagen onder schilddak |
| Pand, bestaande uit parterre, verdieping, zolderver dieping en schilddak | vermoedelijk 17e eeuw                 |                                     | Paviljoensgracht 84a t/m 84d, Dunne Bierkade 28       | 52° 4' 23" NB, 4° 18' 51" OL | 0518/WN389 | Pand, bestaande uit parterre, verdieping, zolderver dieping en schilddak |
| Hoekpand gebouwd in neo-renaissancestijl als gemeentelijk laboratorium | 1910                                  | Schadee, A.                         | Prinsegracht 48/50, Brouwersgracht 2/2a               | 52° 4' 26" NB, 4° 18' 20" OL | 0518/WN401 | Meer afbeeldingen |
| Pand bestaande uit parterre en verdieping onder dwars zadeldak met een door een gebogen fronton bekroonde dakkapel in eclectische stijl                                           | 18e-eeuws                             |                                     | Prinsegracht 58                                       | 52° 4' 25" NB, 4° 18' 16" OL | 0518/WN402 | Pand bestaande uit parterre en verdieping onder dwars zadeldak met een door een gebogen fronton bekroonde dakkapel in eclectische stijl                                           |
| Pand met een gepleisterde lijstgeve ter breedte van drie vensterassen in eclectische stijl                                                                                        | 18/19e-eeuw                           |                                     | Prinsegracht 60 en 60a                                | 52° 4' 25" NB, 4° 18' 16" OL | 0518/WN403 | Pand met een gepleisterde lijstgeve ter breedte van drie vensterassen in eclectische stijl                                                                                        |
| Pand onder een dwars schilddak | 18e-eeuws                             |                                     | Prinsegracht 86 t/m 86d                               | 52° 4' 24" NB, 4° 18' 12" OL | 0518/WN404 | Pand onder een dwars schilddak |
| Hofjeswonig Prinsehof | circa 1850                            |                                     | Prinsegracht 88 t/m 106                               | 52° 4' 22" NB, 4° 18' 12" OL | 0518/WN405 | Upload foto |
| Pand | 18e-eeuws                             |                                     | Prinsegracht 108                                      | 52° 4' 23" NB, 4° 18' 11" OL | 0518/WN395 | Upload foto |
| Pand onder een dwars schilddak | 1700-1750                             |                                     | Prinsegracht 112 en 112a                              | 52° 4' 24" NB, 4° 18' 12" OL | 0518/WN396 | Pand onder een dwars schilddak |
| Pand, bestaande uit twee bouwlagen onder dwars zadeldak; vijf-assige lijstgevel met geblokte bepleistering en zesruitsschuiframen                                                 | 1800-1850                             |                                     | Prinsegracht 126                                      | 52° 4' 23" NB, 4° 18' 10" OL | 0518/WN397 | Pand, bestaande uit twee bouwlagen onder dwars zadeldak; vijf-assige lijstgevel met geblokte bepleistering en zesruitsschuiframen                                                 |
| Pand met vier-assige lijstgevel en bestaande uit drie bouwlagen onder dwars schilddak                                                                                             | circa 1760                            |                                     | Prinsegracht 182 t/m 182b                             | 52° 4' 21" NB, 4° 18' 3" OL  | 0518/WN398 | Upload foto |
| Pand met een vier-assige lijstgevel en bestaande uit twee bouwlagen onder schilddak met brede gemetselde dakkapel                                                                 | 1800-1850                             |                                     | Prinsegracht 186                                      | 52° 4' 20" NB, 4° 18' 3" OL  | 0518/WN399 | Upload foto |
| Hofje | circa 1890                            |                                     | Prinsegracht 188 t/m 230                              | 52° 4' 20" NB, 4° 18' 3" OL  | 0518/WN400 | Upload foto |
| Hoekpand ter breedte van twee vensterassen, bestaande uit parterre en verdieping                                                                                                  | 17e-eeuws                             |                                     | Raamstraat 21/23, Grote Marktstraat 12/14             | 52° 4' 33" NB, 4° 18' 36" OL | 0518/WN406 | Upload foto |
| Hoekpand, ter breedte van vijf vensterassen, twee verdiepingen en schilddak | 1846                                  |                                     | Schoolstraat 4                                        | 52° 4' 36" NB, 4° 18' 29" OL | 0518/WN420 | Meer afbeeldingen |
| Pand met drie-assige lijstgevel, bestaande uit parterre en twee verdiepingen | 18e-eeuws                             |                                     | Schoolstraat 8                                        | 52° 4' 36" NB, 4° 18' 29" OL | 0518/WN422 | Meer afbeeldingen |
| Pand op rechthoekige plattegrond, bestaande uit drie bouwlagen onder een kapverdieping                                                                                            | 18e/19e eeuw                          |                                     | Schoolstraat 9-9a                                     | 52° 4' 37" NB, 4° 18' 28" OL | 0518/WN423 | Pand op rechthoekige plattegrond, bestaande uit drie bouwlagen onder een kapverdieping                                                                                            |
| Pand met hoge lijstgevel ter breedte van twee venster-assen, bestaande uit parterre en twee verdiepingen plus zolderverdieping                                                    | 18e-eeuws                             |                                     | Schoolstraat 10                                       | 52° 4' 36" NB, 4° 18' 29" OL | 0518/WN408 | Meer afbeeldingen |
| Pand twee traveeën breed op rechthoekige plattegrond, bestaande uit drie bouwlagen onder een kapverdieping                                                                        | 18e/19e eeuw                          |                                     | Schoolstraat 16 -16a                                  | 52° 4' 35" NB, 4° 18' 30" OL | 0518/WN411 | Meer afbeeldingen |
| Pand met hoge lijstgevel | circa 1800                            |                                     | Schoolstraat 18 en 18a                                | 52° 4' 35" NB, 4° 18' 30" OL | 0518/WN413 | Pand met hoge lijstgevel |
| Pand bestaande uit parterre en twee verdiepingen | 1775-1799                             |                                     | Schoolstraat 22                                       | 52° 4' 35" NB, 4° 18' 30" OL | 0518/WN414 | Meer afbeeldingen |
| Pand op rechthoekige plattegrond, bestaande uit drie bouwlagen onder een kapverdieping                                                                                            | 18e-eeuws                             |                                     | Schoolstraat 26 t/m 26d                               | 52° 4' 35" NB, 4° 18' 31" OL | 0518/WN415 | Pand op rechthoekige plattegrond, bestaande uit drie bouwlagen onder een kapverdieping                                                                                            |
| Pand op rechthoekige plattegrond, bestaande uit drie bouwlagen onder een kapverdieping                                                                                            | 18e-eeuws                             |                                     | Schoolstraat 28                                       | 52° 4' 35" NB, 4° 18' 31" OL | 0518/WN416 | Upload foto |
| Pand op rechthoekige plattegrond, bestaande uit drie bouwlagen onder een kapverdieping                                                                                            | 18e-eeuws                             |                                     | Schoolstraat 30                                       | 52° 4' 34" NB, 4° 18' 31" OL | 0518/WN417 | Upload foto |
| Pand op rechthoekige plattegrond, bestaande uit drie bouwlagen onder een kapverdieping                                                                                            | 18e-eeuws                             |                                     | Schoolstraat 32                                       | 52° 4' 34" NB, 4° 18' 31" OL | 0518/WN419 | Upload foto |
| Pand, bestaande uit parterre en verdieping met zolderverdieping | 2e kwart van de 17e-eeuws; circa 1607 |                                     | Spui 149 Gedempte Gracht 681-683                      | 52° 4' 37" NB, 4° 18' 57" OL | 0518/WN424 | Upload foto |
| Pand met lijstgevel ter breedte van drie vensterassen | 18e-eeuws                             |                                     | Spui 167 en 167a                                      | 52° 4' 36" NB, 4° 18' 57" OL | 0518/WN425 | Upload foto |
| Pand met lijstgevel in Lodewijk XIV-stijl | 1700-1750                             |                                     | Spui 169 en 169a                                      | 52° 4' 36" NB, 4° 18' 58" OL | 0518/WN426 | Upload foto |
| Pand, bestaande uit parterre met twee verdiepingen en schilddak in neoclassicistische stijl                                                                                       | 1836                                  |                                     | Spui 171 en 171a                                      | 52° 4' 36" NB, 4° 18' 58" OL | 0518/WN427 | Upload foto |
| Pand ter breedte van twee vensterassen, bestaande uit parterre, twee verdiepingen en schilddak in Lodewijk XIV-stijl                                                              | circa 1750                            |                                     | Spui 221 en 221a                                      | 52° 4' 33" NB, 4° 19' 5" OL  | 0518/WN428 | Upload foto |
| Pand ter breedte van drie vensterassen, bestaande uit parterre, twee verdiepingen en schilddak in Lodewijk XV-stijl                                                               | circa 1750                            |                                     | Spui 223 en 223a                                      | 52° 4' 33" NB, 4° 19' 5" OL  | 0518/WN429 | Upload foto |
| Pand bestaande uit parterre en twee verdiepingen in Neo-Lodewijk XIV stijl | 17e-eeuws                             |                                     | Spui 225 t/m 225d                                     | 52° 4' 33" NB, 4° 19' 5" OL  | 0518/WN430 | Upload foto |
| Pand ter breedte van twee vensterassen, bestaande uit parterre, twee verdiepingen en schilddak met dakkapel                                                                       | 17e-eeuws                             |                                     | Spui 227 en 227a                                      | 52° 4' 33" NB, 4° 19' 5" OL  | 0518/WN431 | Upload foto |
| Pand ter breedte van drie vensterassen Art Nouveau, Lodewijk XIV stijl | 18e-eeuws                             |                                     | Spui 229 t/m 229c                                     | 52° 4' 32" NB, 4° 19' 6" OL  | 0518/WN432 | Upload foto |
| Winkel-woonhuis in neo-renaissance-stijl | circa 1890                            |                                     | Spuistraat 1                                          | 52° 4' 37" NB, 4° 18' 39" OL | 0518/WN434 | Upload foto |
| Winkelmagazijn in Um 1800-bewegung stijl | 1919                                  | Kuijper Czn, M.                     | Spuistraat 5                                          | 52° 4' 37" NB, 4° 18' 39" OL | 0518/WN452 | Upload foto |
| Pand in Art Deco-stijl | 1933                                  | Loogman, G.A.                       | Spuistraat 9                                          | 52° 4' 38" NB, 4° 18' 40" OL | 0518/WN464 | Upload foto |
| Pand in Art Deco-stijl | 1933                                  | Loogman, G.A.                       | Spuistraat 11                                         | 52° 4' 38" NB, 4° 18' 41" OL | 0518/WN436 | Upload foto |
| Twee winkelpanden in één architectonisch ontwerp in Art Decostijl | 1934                                  | Heinissen-Hendricks                 | Spuistraat 13 en 15                                   | 52° 4' 38" NB, 4° 18' 41" OL | 0518/WN438 | Upload foto |
| Winkelpand in neo-renaissancestijl | 1908-1909                             | Simons, L.                          | Spuistraat 19                                         | 52° 4' 38" NB, 4° 18' 42" OL | 0518/WN441 | Upload foto |
| Pand op rechthoekige plattegrond, bestaande uit drie bouwlagen onder een kap | 17e of 18e-eeuws                      |                                     | Spuistraat 23                                         | 52° 4' 39" NB, 4° 18' 42" OL | 0518/WN443 | Upload foto |
| Winkel-woonhuis in sobere neo-renaissancestijl bestaande uit drie bouwlagen en kapverdieping                                                                                      | 1902                                  |                                     | Spuistraat 30                                         | 52° 4' 39" NB, 4° 18' 43" OL | 0518/WN444 | Upload foto |
| Pand gebouwd op een rechthoekig perceel | 18e-eeuws                             |                                     | Spuistraat 38                                         | 52° 4' 40" NB, 4° 18' 44" OL | 0518/WN445 | Upload foto |
| Pand op rechthoekige plattegrond, bestaande uit twee bouwlagen en een schijnverdieping                                                                                            | 18e-eeuws                             |                                     | Spuistraat 41                                         | 52° 4' 40" NB, 4° 18' 45" OL | 0518/WN447 | Upload foto |
| Hoekpand op rechthoekige plattegrond, deels twee en deels drie bouwlagen met kapverdiepingen                                                                                      | 1905                                  |                                     | Spuistraat 43                                         | 52° 4' 40" NB, 4° 18' 45" OL | 0518/WN449 | Upload foto |
| Pand op rechthoekige plattegrond, bestaande uit drie bouwlagen onder een kapverdieping                                                                                            | 18e-eeuws                             |                                     | Spuistraat 44                                         | 52° 4' 40" NB, 4° 18' 45" OL | 0518/WN450 | Upload foto |
| Pand op rechthoekige plattegrond, bestaande uit vier bouwlagen onder een schilddak                                                                                                |                                       |                                     | Spuistraat 52                                         | 52° 4' 41" NB, 4° 18' 46" OL | 0518/WN454 | Upload foto |
| Pand in overgangsarchitectuur bestaande uit drie bouwlagen onder een met pannen gedekte kap                                                                                       | 1907                                  | Simons, L.                          | Spuistraat 54                                         | 52° 4' 41" NB, 4° 18' 46" OL | 0518/WN455 | Upload foto |
| Twee traveeën breed pand op rechthoekige plattegrond bestaande uit drie bouwlagen onder een plat dak                                                                              | 1700-1750                             |                                     | Spuistraat 65                                         | 52° 4' 41" NB, 4° 18' 48" OL | 0518/WN459 | Upload foto |
| Twee traveeën breed pand op rechthoekige plattegrond bestaande uit drie bouwlagen onder een met pannen gedekte kap                                                                | 18e-eeuws                             |                                     | Spuistraat 68                                         | 52° 4' 41" NB, 4° 18' 47" OL | 0518/WN460 | Upload foto |
| Winkel-woonpand op rechthoekige plattegrond van drie lagen onder een kapverdieping in eclectische stijl                                                                           | circa 1875                            |                                     | Spuistraat 69                                         | 52° 4' 41" NB, 4° 18' 48" OL | 0518/WN461 | Upload foto |
| Pand met eenvoudige lijstgevel in eclectische stijl | 1879                                  |                                     | Stille Veerkade 23b - 25 - 27                         | 52° 4' 27" NB, 4° 18' 50" OL | 0518/WN465 | Upload foto |
| Woonhuis | 19e-eeuws                             |                                     | Stille Veerkade 26                                    | 52° 4' 26" NB, 4° 18' 51" OL | 0518/WN466 | Upload foto |
| Pand waarvan het voorhuis in de huidige vorm grotendeels dateert in eclectische stijl                                                                                             | 1850-1899                             |                                     | Stille Veerkade 28                                    | 52° 4' 26" NB, 4° 18' 51" OL | 0518/WN467 | Upload foto |
| Pand, drie vensterassen breed, met ingezwenkte lijstgevel, oeuil-de-boeuf en deuromlijsting met kroonlijst op klossen                                                             | 17e-eeuws                             |                                     | Stille Veerkade 29                                    | 52° 4' 26" NB, 4° 18' 50" OL | 0518/WN468 | Upload foto |
| Pand ter breedte van drie vensterassen, bestaande uit drie bouwlagen | 17e-eeuws                             |                                     | Stille Veerkade 30, 30A en 30B                        | 52° 4' 26" NB, 4° 18' 51" OL | 0518/WN469 | Upload foto |
| Pand met lijstgevel en deuromlijsting met deur | 1775-1799                             |                                     | Stille Veerkade 31a t/m c                             | 52° 4' 26" NB, 4° 18' 50" OL | 0518/WN470 | Upload foto |
| Pand ter breedte van vier vensterassen en bestaande uit parterre met twee verdiepingen in eclectische stijl                                                                       | 1878                                  |                                     | Stille Veerkade 35                                    | 52° 4' 26" NB, 4° 18' 49" OL | 0518/WN471 | Upload foto |
| Pand met lijstgevel | 1775-1799                             |                                     | Stille Veerkade 36                                    | 52° 4' 25" NB, 4° 18' 50" OL | 0518/WN472 | Upload foto |
| Bedrijfspand in neogotische stijl | 1901                                  | Mialaret, J.H.A.                    | Stille Veerkade 37                                    | 52° 4' 26" NB, 4° 18' 49" OL | 0518/WN473 | Upload foto |
| Winkel-woonhuis in overgangsarchitectuur stijl | 1903                                  | Hoek, Z. Wouters, J.Th.             | Venestraat 3                                          | 52° 4' 40" NB, 4° 18' 34" OL | 0518/WN483 | Upload foto |
| Pand op rechthoekige plattegrond, bestaande uit vier bouwlagen onder een kapverdieping                                                                                            | 18e-eeuws                             |                                     | Venestraat 7                                          | 52° 4' 40" NB, 4° 18' 34" OL | 0518/WN493 | Pand op rechthoekige plattegrond, bestaande uit vier bouwlagen onder een kapverdieping                                                                                            |
| Pand, bestaande uit twee bouwlagen met kapverdieping, ter breedte van twee vensterassen                                                                                           | 1671                                  |                                     | Venestraat 9                                          | 52° 4' 40" NB, 4° 18' 34" OL | 0518/WN494 | Pand, bestaande uit twee bouwlagen met kapverdieping, ter breedte van twee vensterassen                                                                                           |
| Winkel-woonhuis in Um 1800-bewegung stijl | 1913-1914                             | Braningen, Th. van, Simons, L.      | Venestraat 11                                         | 52° 4' 40" NB, 4° 18' 34" OL | 0518/WN475 | Upload foto |
| Winkel-kantoorpand in neo-renaissance stijl | 1895                                  |                                     | Venestraat 15                                         | 52° 4' 39" NB, 4° 18' 34" OL | 0518/WN476 | Upload foto |
| Modemagazijn De Duif in Art Nouveau stijl | 1905                                  | Molenbroek, W.                      | Venestraat 17                                         | 52° 4' 39" NB, 4° 18' 34" OL | 0518/WN477 | Modemagazijn De Duif in Art Nouveau stijl |
| Winkelpand in Art Nouveau-stijl | 1902;1917                             | Mutters, J.                         | Venestraat 29 en 31                                   | 52° 4' 38" NB, 4° 18' 35" OL | 0518/WN481 | Winkelpand in Art Nouveau-stijl |
| Winkelpand met van oorsprong een bovenwoning in neo-renaissance stijl | 1899                                  |                                     | Venestraat 35 en 37                                   | 52° 4' 38" NB, 4° 18' 36" OL | 0518/WN484 | Winkelpand met van oorsprong een bovenwoning in neo-renaissance stijl |
| Winkelpand in Art Deco stijl | 1929                                  |                                     | Venestraat 39                                         | 52° 4' 38" NB, 4° 18' 36" OL | 0518/WN486 | Winkelpand in Art Deco stijl |
| Winkel-woonhuis in eclectische stijl | circa 1875                            |                                     | Venestraat 41                                         | 52° 4' 38" NB, 4° 18' 37" OL | 0518/WN488 | Winkel-woonhuis in eclectische stijl |
| Aan twee zijden vrij gelegen, witgepleisterd pand in eclectische stijl | circa 1890                            |                                     | Venestraat 49                                         | 52° 4' 37" NB, 4° 18' 37" OL | 0518/WN490 | Aan twee zijden vrij gelegen, witgepleisterd pand in eclectische stijl |
| Winkel-woonhuis in rijke neo-renaissancestijl | 1891                                  |                                     | Vlamingstraat 4                                       | 52° 4' 36" NB, 4° 18' 37" OL | 0518/WN513 | Upload foto |
| Pand op rechthoekige plattegrond, bestaande uit drie bouwlagen onder een kapverdieping                                                                                            | 18e-eeuws                             |                                     | Vlamingstraat 5                                       | 52° 4' 36" NB, 4° 18' 37" OL | 0518/WN519 | Upload foto |
| Winkel-woonpand op rechthoekige plattegrond van drie lagen onder een kapverdieping                                                                                                | 1800-1850                             |                                     | Vlamingstraat 6                                       | 52° 4' 36" NB, 4° 18' 37" OL | 0518/WN521 | Upload foto |
| Pand op rechthoekige plattegrond, bestaande uit vier bouwlagen onder een kapverdieping                                                                                            | 1700-1750                             |                                     | Vlamingstraat 8                                       | 52° 4' 36" NB, 4° 18' 37" OL | 0518/WN522 | Upload foto |
| Pand op rechthoekige plattegrond, bestaande uit vier bouwlagen onder een kapverdieping                                                                                            |                                       |                                     | Vlamingstraat 8 (voorheen 10)                         | 52° 4' 36" NB, 4° 18' 37" OL | 0518/WN914 | Upload foto |
| Pand op rechthoekige plattegrond, bestaande uit drie bouwlagen onder een kap | 18e-eeuws                             |                                     | Vlamingstraat 9                                       | 52° 4' 36" NB, 4° 18' 36" OL | 0518/WN523 | Upload foto |
| Pand op rechthoekige plattegrond, bestaande uit drie bouwlagen, waarvan het linker deel wordt beëindigd met een kap en het rechter deel met een plat dak in eclectische stijl     | circa 1875                            |                                     | Vlamingstraat 12                                      | 52° 4' 36" NB, 4° 18' 37" OL | 0518/WN496 | Upload foto |
| Pand op rechthoekige plattegrond, bestaande uit drie bouwlagen onder een plat dak                                                                                                 |                                       |                                     | Vlamingstraat 16                                      | 52° 4' 36" NB, 4° 18' 36" OL | 0518/WN497 | Upload foto |
| Winkelmagazijn met kantoren naar ontwerpin een klassieke vormentaal geïnspireerd op de architectuur                                                                               | 1902                                  | Hoek, Z. Wouters, J.Th.             | Vlamingstraat 18                                      | 52° 4' 36" NB, 4° 18' 36" OL | 0518/WN498 | Upload foto |
| Pand op rechthoekige plattegrond, twee vensterassen breed en drie bouwlagen hoog onder een plat dak                                                                               |                                       |                                     | Vlamingstraat 21                                      | 52° 4' 36" NB, 4° 18' 35" OL | 0518/WN499 | Upload foto |
| Pand op rechthoekige plattegrond, twee vensterassen breed en drie bouwlagen hoog onder een plat dak                                                                               | 18e-eeuws                             |                                     | Vlamingstraat 23                                      | 52° 4' 36" NB, 4° 18' 35" OL | 0518/WN500 | Upload foto |
| Pand op rechthoekige plattegrond, twee vensterassen breed en drie bouwlagen hoog onder een plat dak                                                                               | 1700-1750                             |                                     | Vlamingstraat 25                                      | 52° 4' 35" NB, 4° 18' 35" OL | 0518/WN501 | Upload foto |
| Winkel-woonhuis in neo-renaissance-stijl | circa 1890                            |                                     | Vlamingstraat 26                                      | 52° 4' 35" NB, 4° 18' 34" OL | 0518/WN502 | Upload foto |
| Pand op rechthoekige plattegrond, twee vensterassen breed en drie bouwlagen hoog onder een plat dak                                                                               | 18e-eeuws                             |                                     | Vlamingstraat 27                                      | 52° 4' 35" NB, 4° 18' 34" OL | 0518/WN503 | Upload foto |
| Winkel-woonpand op rechthoekige plattegrond van drie bouwlagen onder een kapverdieping                                                                                            | 19e-eeuws                             |                                     | Vlamingstraat 28 en 28a                               | 52° 4' 35" NB, 4° 18' 34" OL | 0518/WN504 | Upload foto |
| Winkel-woonhuis in neo-renaissance-stijl | circa 1885                            |                                     | Vlamingstraat 29                                      | 52° 4' 35" NB, 4° 18' 34" OL | 0518/WN505 | Upload foto |
| Winkel-woonpand op rechthoekige plattegrond van drie lagen onder een kapverdieping                                                                                                | circa 1850                            |                                     | Vlamingstraat 30 en 30a                               | 52° 4' 35" NB, 4° 18' 34" OL | 0518/WN506 | Upload foto |
| Winkel-woonhuis in neo-renaissance-stijl | circa 1885                            |                                     | Vlamingstraat 31 en 33                                | 52° 4' 35" NB, 4° 18' 34" OL | 0518/WN507 | Upload foto |
| Winkel-woonpand in rijke overgangsarchitectuur bestaande uit drie bouwlagen onder een kapverdieping                                                                               | 1897                                  | Liefland, W.B. van                  | Vlamingstraat 35 t/m 35b                              | 52° 4' 35" NB, 4° 18' 33" OL | 0518/WN508 | Upload foto |
| Pand op rechthoekige plattegrond, bestaande uit vier bouwlagen onder een kapverdieping                                                                                            | 18e-eeuws                             |                                     | Vlamingstraat 36 t/m 36b                              | 52° 4' 34" NB, 4° 18' 33" OL | 0518/WN509 | Upload foto |
| Winkel-woonhuis in overgangsarchitectuur bestaande uit drie bouwlagen onder een plat dak                                                                                          | 1909                                  |                                     | Vlamingstraat 37 t/m 37b                              | 52° 4' 35" NB, 4° 18' 33" OL | 0518/WN510 | Upload foto |
| Pand op rechthoekige plattegrond, bestaande uit drie bouwlagen onder een kapverdieping                                                                                            | 18e-eeuws                             |                                     | Vlamingstraat 38                                      | 52° 4' 34" NB, 4° 18' 32" OL | 0518/WN511 | Upload foto |
| Pand op rechthoekige plattegrond, bestaande uit drie bouwlagen onder een kapverdieping                                                                                            | 18e-eeuws                             |                                     | Vlamingstraat 39                                      | 52° 4' 35" NB, 4° 18' 33" OL | 0518/WN512 | Upload foto |
| Pand op rechthoekige plattegrond, bestaande uit drie bouwlagen onder een kapverdieping                                                                                            | 18e-eeuws                             |                                     | Vlamingstraat 41                                      | 52° 4' 35" NB, 4° 18' 33" OL | 0518/WN514 | Upload foto |
| Pand bestaande uit parterre en twee verdiepingen, twee vensterassen breed | 1600-1625                             |                                     | Vlamingstraat 43                                      | 52° 4' 34" NB, 4° 18' 32" OL | 0518/WN515 | Upload foto |
| Pand op rechthoekige plattegrond, bestaande uit drie bouwlagen onder een kapverdieping                                                                                            | 1800-1850                             |                                     | Vlamingstraat 45                                      | 52° 4' 34" NB, 4° 18' 32" OL | 0518/WN516 | Upload foto |
| Pand bestaande uit parterre, verdieping en zolderverdieping | 1600-1625                             |                                     | Vlamingstraat 47                                      | 52° 4' 34" NB, 4° 18' 32" OL | 0518/WN517 | Upload foto |
| Pand op trapeziumvormige plattegrond, bestaande uit vier bouwlagen onder een kapverdieping                                                                                        | 18e-eeuws                             |                                     | Vlamingstraat 49                                      | 52° 4' 34" NB, 4° 18' 32" OL | 0518/WN518 | Upload foto |
| Pand op rechthoekige plattegrond, bestaande uit drie bouwlagen onder een kapverdieping                                                                                            | 18e-eeuws                             |                                     | Vlamingstraat 51                                      | 52° 4' 34" NB, 4° 18' 31" OL | 0518/WN520 | Upload foto |
| Winkel-woonhuis in rijke neo-renaissancestijl op rechthoekige plattegrond, bestaande uit vier bouwlagen onder een kapverdieping                                                   | 1895-1896                             |                                     | Wagenstraat 2a t/m 2d                                 | 52° 4' 37" NB, 4° 18' 38" OL | 0518/WN533 | Upload foto |
| Winkelmagazijn in Um 1800-bewegung stijl | 1919                                  | Kuijper Czn, M.                     | Wagenstraat 4 en 6                                    | 52° 4' 36" NB, 4° 18' 40" OL | 0518/WN534 | Upload foto |
| Pand op rechthoekige plattegrond, bestaande uit drie bouwlagen onder een kapverdieping in Lodewijk XIV-stijl                                                                      | 18e-eeuws                             |                                     | Wagenstraat 10                                        | 52° 4' 36" NB, 4° 18' 40" OL | 0518/WN525 | Upload foto |
| Kledingmagazijn van de firma Peek & Cloppenburg naar een zakelijk-expressionistisch ontwerp                                                                                       | 1932                                  | Hendricks, J.H., Thunnissen, H.J.W. | Wagenstraat 16                                        | 52° 4' 35" NB, 4° 18' 42" OL | 0518/WN913 | Upload foto |
| Pand, bestaande uit lage parterre en drie verdiepingen met schilddak | 1825-1850                             |                                     | Wagenstraat 169                                       | 52° 4' 27" NB, 4° 18' 57" OL | 0518/WN526 | Upload foto |
| Pand bestaande uit parterre en twee verdiepingen | 1750-1799                             |                                     | Wagenstraat 171 en 171a                               | 52° 4' 27" NB, 4° 18' 57" OL | 0518/WN527 | Upload foto |
| Pand met lijstgevel in Lodewijk XIV-stijl | 1700-1750                             |                                     | Wagenstraat 173 en 173a                               | 52° 4' 27" NB, 4° 18' 57" OL | 0518/WN528 | Upload foto |
| Pand met gesausde gevel onder rechte kroonlijst | 1800-1850                             |                                     | Wagenstraat 177 en 177a                               | 52° 4' 27" NB, 4° 18' 58" OL | 0518/WN529 | Pand met gesausde gevel onder rechte kroonlijst |
| Pand ter breedte van drie vensterassen, bestaande uit parterre en twee verdiepingen in eclectische stijl                                                                          | 1850-1875                             |                                     | Wagenstraat 179 en 179a                               | 52° 4' 27" NB, 4° 18' 58" OL | 0518/WN530 | Upload foto |
| Pand, met achterhuis in eclectische stijl | 1850-1875                             |                                     | Wagenstraat 181 en 181a                               | 52° 4' 27" NB, 4° 18' 58" OL | 0518/WN531 | Upload foto |
| Pand bestaande uit parterre, verdieping en zolderverdieping | 1850-1875                             |                                     | Wagenstraat 185b en 187                               | 52° 4' 26" NB, 4° 18' 59" OL | 0518/WN532 | Upload foto |
| Pand met verdieping en schilddak | 18e-eeuws                             |                                     | Zuidwal 45 en 46                                      | 52° 4' 19" NB, 4° 18' 39" OL | 0518/WN556 | Pand met verdieping en schilddak |
| Pand met zadeldak en lager achterhuis | 19e-eeuws                             |                                     | Zuidwal 50 en 50a                                     | 52° 4' 18" NB, 4° 18' 38" OL | 0518/WN557 | Pand met zadeldak en lager achterhuis |
| Pand, drie vensterassen breed, bestaande uit parterre, twee verdiepingen en schilddak in Lodewijk XVI-stijl                                                                       | 1750                                  |                                     | Zuidwal 51 en 51a                                     | 52° 4' 18" NB, 4° 18' 37" OL | 0518/WN558 | Pand, drie vensterassen breed, bestaande uit parterre, twee verdiepingen en schilddak in Lodewijk XVI-stijl                                                                       |